# Appstore
Een appstore is een online winkel waar software gekocht kan worden. De software, ook wel apps genoemd, omvat programma's voor tablets en/of smartphones van onder andere Nokia, Microsoft, HTC, Sony Ericsson, Samsung en Apple.

## Verschillende appstores
De App Store van Apple Inc. was de grootste online softwarewinkel en had tot augustus 2013 meer dan 900.000 apps, 1,6 miljoen in 2022. Google Play (voorheen Android Market) voor Android bevatte in 2013 meer dan 1.000.000 apps, met meer dan 50 miljard downloads, in 2022 was het aantal apps toegenomen tot 5,55 miljoen. Andere bekende online softwarewinkels zijn de Windows Phone Store (meer dan 250.000 apps en 4 miljard downloads per 2 april 2014), de Windows Store (meer dan 150.000 apps per 21 maart 2014), BlackBerry World (99.500 apps per 1 mei 2012), en de Ovi Store van Nokia (ongeveer 50.000 apps).
De apps zijn direct te downloaden naar het apparaat in kwestie, of worden eerst opgeslagen op de desktopcomputer om vanaf daar verder te worden geïnstalleerd. De prijzen van de apps in een appstore variëren van gratis tot soms duizend euro.
Naast de online softwarewinkels van fabrikanten zijn er ook onafhankelijke. De grootste is Handango die 140.000 apps bevat voor Android, BlackBerry, Palm, Symbian en Windows Mobile. Tweede is GetJar, die sinds 2004 actief is en meer dan 75.000 apps bevat voor apparaten met Android.

## Juridisch dispuut
Apple had een claim gelegd op het gebruik van de naam App Store om te voorkomen dat andere leveranciers deze naam zouden mogen gebruiken voor vergelijkbare producten. Zowel in de Verenigde Staten als in Europa hebben concurrenten hier met succes bezwaar tegen aangetekend. Zij stelden dat de woorden te generiek en wijdverbreid zijn om het alleenrecht erop te kunnen claimen. In 2008 heeft Microsoft bij de rechter gedaan gekregen dat Apple het alleenrecht op de naam niet kan opeisen. In 2011 klaagde Apple Amazon.com aan wegens het gebruik van de naam "App Store". Toen echter duidelijk werd dat Apple deze zaak zou gaan verliezen, werd de rechtszaak gestopt. Apple liet de claim varen, waardoor de naam "App Store" nu door iedereen vrij te gebruiken is.

## Omzetaandeel
De omzetgroei van de verschillende online softwarewinkels laat zien dat Apple, hoewel het marktaandeel verliest door de komst van nieuwe spelers op de markt, nog steeds marktleider is in omzet. Voor de iPhone is er dan ook maar één enkele online softwarewinkel waar apps kunnen worden gedownload, waar je bij Android de keuze hebt uit meerdere. Bij het Windows Phone en Windows is er ook slechts één winkel beschikbaar, hoewel er voor Windows wel buiten de store om kan worden gedownload.

## Groei appstores
Gestart in 2008 is de App Store van Apple in een paar jaar tijd uitgegroeid tot een platform met een enorme omvang en activiteit. Ook Google Play heeft inmiddels vele apps beschikbaar. De relatief nieuwe Windows Store loopt qua aantal apps nog achter, maar groeit sneller.
| App store         | Apple App Store         | Google Play     | Windows Phone Store | Windows Store   |
| ----------------- | ----------------------- | --------------- | ------------------- | --------------- |
| Geopend           | 10 juli 2008            | 23 oktober 2008 | 21 oktober 2010     | 26 oktober 2012 |
|                   | Aantal apps beschikbaar |                 |                     |                 |
| Bij opening       | 500                     | < 2.300         | 2.000               | 9.000           |
| Na 3 maanden      | 7.500                   | < 2.300         | 7.000               | > 40.000        |
| Na 6 maanden      | 15.000                  | > 2.300         | 13.000              | 65.000          |
| Na 1 jaar         | 55.000                  | > 16.000        | > 38.000            | 123.000         |
| Na 2 jaar         | < 225.000               | 100.000         | 120.000             | 175.000         |
| Na 3 jaar         | < 425.000               | 319.000         | > 170.000           |                 |
| Na 4 jaar         | > 650.000               | 700.000         | > 350.000           |                 |
| Na 5 jaar         | > 900.000               | > 1.000.000     |                     |                 |
| Na 6 jaar         | > 1.200.000             | > 1.300.000     |                     |                 |
| Na 7 jaar         | > 1.400.000             | > 1.300.000     |                     |                 |
|                   |                         |                 |                     |                 |
| In september 2015 | > 1.400.000             | > 1.430.000     | > 669.000           | > 669.000       |

Bij bovenstaande tabel moet men er rekening mee houden dat in de Windows Phone Store en de Windows Store de volledige en de lite versie van een app samen als één app worden geteld. Voor de andere stores zijn dit vaak twee aparte apps.
Voor de Apple App Store en Google Play geldt bovendien dat niet alle apps geschikt zijn voor zowel tablet als smartphone. Soms is één app geschikt voor beide apparaten, soms zijn er twee apps (een tablet- en een smartphoneversie) en soms is er maar één app, die slechts voor een van beide apparaten geschikt is.